# Đô đốc Hải quân (Hoa Kỳ)
Đô đốc Hải quân (tiếng Anh: Admiral of the Navy, viết tắt là AN) là cấp bậc cao nhất có thể có trong Hải quân Hoa Kỳ. Cấp bậc này tương đương với một đô đốc 6 sao và là một trong hai cấp bậc quân sự cao nhất có thể có trong Quân đội Hoa Kỳ.

## Lịch sử

### Trước Chiến tranh Mỹ - Tây Ban Nha

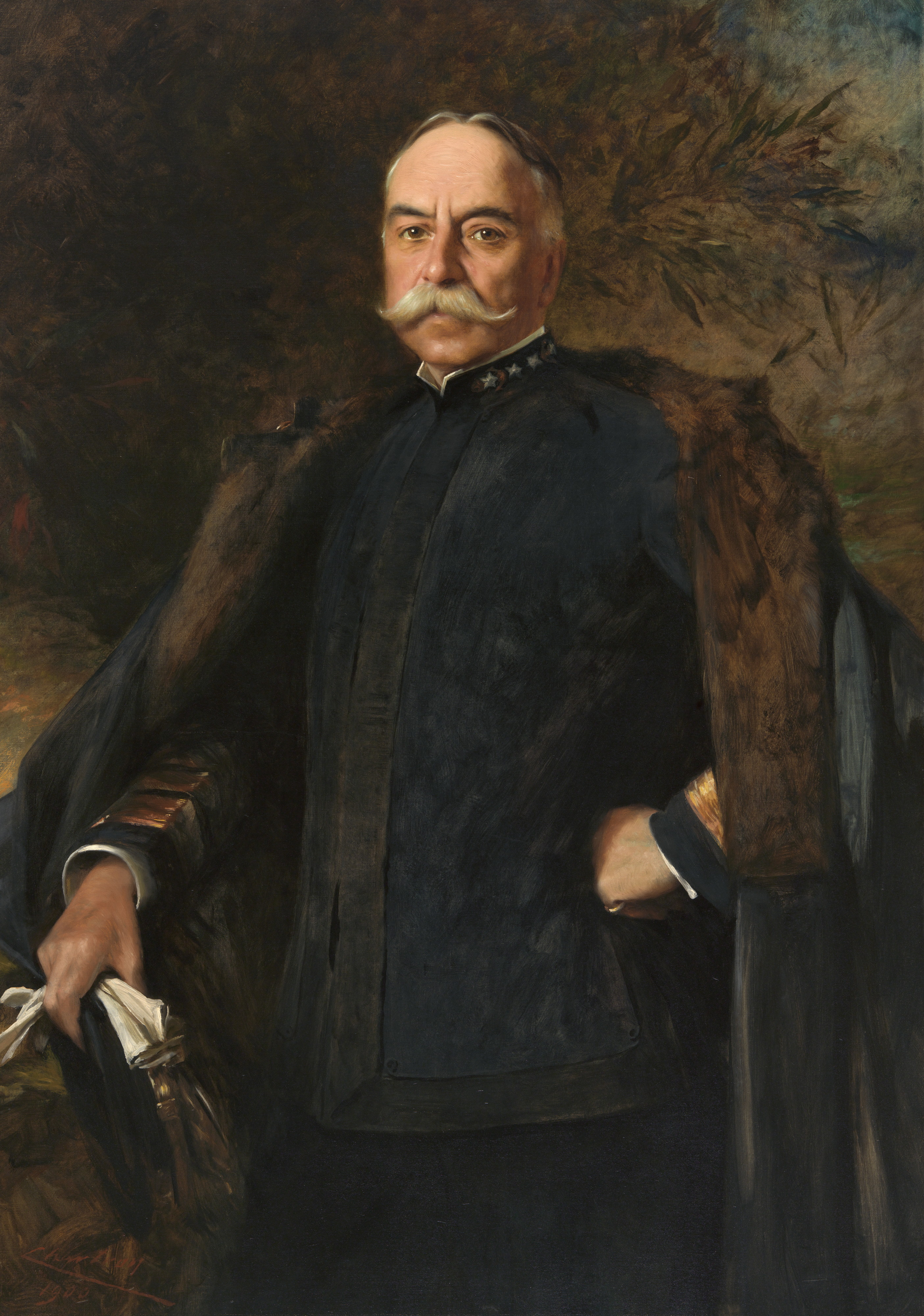
Chân dung của Đô đốc Hải quân George Dewey trong Phòng trưng bày Chân dung Quốc gia Hoa Kỳ.

Cấp bậc này được thành lập và chỉ được trao một lần duy nhất cho George Dewey, để ghi nhận chiến thắng của ông tại Vịnh Manila năm 1898. Vào ngày 2 tháng 3 năm 1899, Hạ viện đã phê chuẩn việc thành lập cấp bậc Đô đốc Hải quân. Vào ngày 3 tháng 3, Tổng thống McKinley chuyển đến Thượng viện đề cử Dewey cho cấp bậc mới, và đã được chấp thuận trong cùng ngày. Tuy nhiên, đã có sự khác biệt khi đề cử của McKinley đã sử dụng thuật ngữ "Admiral in the Navy", trong khi phê chuẩn của Thượng viện lại dùng danh xưng "Admiral of the Navy". Mãi đến ngày 14 tháng 3 năm 1903, sự khác biệt này đã được giải quyết khi Tổng thống Roosevelt đề cử và Thượng viện phê chuẩn Dewey với cấp bậc chính thức "Admiral of the Navy", và được hồi tố trở về ngày 2 tháng 3 năm 1899. Sổ đăng ký Hải quân năm 1904 lần đầu tiên ghi nhận Dewey với cấp bậc "Admiral of the Navy" thay vì cấp bậc "Admiral" thông thường.
Mặc dù điều này làm rõ danh xưng chính thức của cấp bậc, nhưng thứ hạng của cấp bậc mới vẫn chỉ được xem là tương đương với cấp bậc Đại tướng Lục quân, theo Quy định của Hải quân Hoa Kỳ năm 1909. Trong Quy định của Hải quân Hoa Kỳ năm 1913, có lẽ vì dự đoán luật sẽ cho ra đời thêm các cấp bậc đô đốc mới, thứ hạng của cấp bậc Đô đốc Hải quân đã được nâng lên mức tương đương với cấp bậc Thống chế lục quân hoặc Thủy sư đô đốc của Anh. Trên thực tế, một số tướng lĩnh hải quân đã được bổ nhiệm vào cấp bậc Đô đốc tạm thời cho ba vị trí tổng tư lệnh hạm đội được thông qua vào năm 1915.
Trong một bức ảnh chụp năm 1899, Dewey ghi nhận trong bộ quân phục mang cấp bậc Đô đốc Hải quân. Trong bức ảnh này, cấp hiệu tay áo của ông tương tự như cấp hiệu tay áo của cấp bậc Đô đốc ngày nay (một dải sọc lớn hai inch với ba dải sọc nhỏ nửa inch ở trên). Khi một phiên bản mới của Quy định thống nhất của Hải quân Hoa Kỳ được ban hành vào tháng 5 năm 1899, cấp hiệu tay áo cho cấp Đô đốc được quy định là "hai dải ren vàng 2 inch, với một dải 1 inch ở giữa, đặt cách nhau một phần tư inch." Trong Quy định thống nhất năm 1905, một mô tả tương tự đã được sử dụng nhưng với tiêu đề "Đô đốc Hải quân". Cấp hiệu ở cổ áo và cầu vai là bốn ngôi sao bạc, với các mỏ neo vàng chìm dưới hai ngôi sao ngoài cùng.

### SauThế chiến thứ hai

Mẫu phác thảo cấp hiệu cầu vai cho Đô đốc Hải quân.

Năm 1944, với việc thành lập cấp bậc Thủy sư đô đốc, Bộ Hải quân quy định trong một bản ghi nhớ của Cục Điều hướng rằng "cấp bậc Thủy sư đô đốc của Hải quân Hoa Kỳ sẽ được xem là cấp bậc cao nhất của Hải quân Hoa Kỳ". Vì George Dewey đã qua đời gần 30 năm trước, nên không có sự so sánh giữa cấp bậc của ông và cấp bậc Thủy sư đô đốc cho đến năm 1945. Vào thời điểm đó, trong quá trình chuẩn bị cho cuộc xâm lược của Nhật Bản, vấn đề so sánh cấp bậc được đặt ra khi tồn tại khả năng có thể thăng cấp một trong những Thủy sư đô đốc của Hải quân Hoa Kỳ đang tại ngũ lên "cấp bậc 6 sao", tương tự như bên Lục quân có đề nghị thăng cấp Douglas MacArthur lên cấp Đại thống tướng.
Vào năm 1981, sau khi Thống tướng Omar Bradley qua đời, Ủy ban Dịch vụ Vũ trang của Hoa Kỳ đã hỏi Viện Huy hiệu về thủ tục nếu một sĩ quan hải quân được trao cấp bậc 6 sao tương đương với Đại thống tướng. Phản ứng trước Quốc hội nêu rõ: 
Should an officer of the Air Force or Navy be promoted to six-star rank, that officer should be entitled to the six-star insignia with a service specific crest.

Trong khi Viện không đề cập cụ thể đến cấp bậc Đô đốc Hải quân, một cấp hiệu cầu vai nguyên mẫu cho một "đô đốc hải quân 6 sao" được thiết kế trong bản phác thảo. Hình ảnh này sau đó đã được cung cấp thông qua Bộ Tư lệnh Di sản và Lịch sử Hải quân. Bản phác thảo này đã không cung cấp mô tả cho cấp hiệu tay áo, mà chỉ mô tác các cấp hiệu cầu vai cho các mẫu quân phục thường dùng mùa hè và lễ phục màu trắng.